# Nyitraörmény
Nyitraörmény (1899-ig Örmincz, szlovákul Urmince) község Szlovákiában, a Nyitrai kerület Nagytapolcsányi járásában.

## Fekvése
Nagytapolcsánytól 5 km-re délnyugatra fekszik.

## Története
1156-ban "Ylmer" néven említik először, majd 1291-ben "Eurmen", 1397-ben "Ilmer" néven szerepel. Nevét a szlovák kutatók az ilmar (puhafafeldolgozók) jelentésű szóból eredeztetik.
A Cabaji család birtoka, 1481-ben a Dvoránszky család, a 16. században a Babindáli és Dolgos, 1687-ig a Berényi, később a Ludányi család birtokolta.
1525-ben Ilmer-i Gyepes Mihály cabaji jobbágya birtokügyben intézkedett és emiatt cabaji Pénzes családbeliek rátámadtak.
1715-ben 22 adózó háztartása volt, 1720-ban malmot is említenek a községben. 1787-ben 71 házában 458 lakos élt. 1828-ban 67 házát 468-an lakták. Lakói mezőgazdasággal és szőlőtermesztéssel foglalkoztak. 1869-től a Stummer család volt a birtokosa. A falu többször volt parasztmozgalmak helyszíne: 1907-ben, 1920-ban, 1921-ben és 1922-ben voltak nagyobb mezőgazdasági sztrájkok a településen.
Vályi András szerint "ÜRMINCZ. Ürmincze. Tót falu Nyitra Várm. földes Urai több Urak, lakosai katolikusok, fekszik Nagy Tapolcsányhoz 1 mértföldnyire; Ispotállya is van; határbéli földgye középszerű."
Fényes Elek szerint "Ürmincz, Nyitra m. tót falu, a thuróczi postautban, ut. p. N. Tapolcsánhoz 1 mfd, 472 kath., 8 zsidó lak., kath. paroch. templommal. F. u. gr. Erdődy Józsefnő."
A trianoni békeszerződésig Nyitra vármegye Nagytapolcsányi járásához tartozott. Lakói részt vettek a szlovák nemzeti felkelésben, 1944 őszén határában partizánharcok folytak.

## Népessége
| Év:            | 1994. | 2004.   | 2014.   | 2024.   |
| -------------- | ----- | ------- | ------- | ------- |
| Emberek száma: | 1370  | 1389    | 1414    | 1381    |
| Eltérés:       |       | +1,38 % | +1,79 % | -2,33 % |

| Év:            | 2023. | 2024.   |
| -------------- | ----- | ------- |
| Emberek száma: | 1401  | 1381    |
| Eltérés:       |       | -1,42 % |

1880-ban 621 lakosából 572 szlovák, 14 német, 3 magyar, 6 egyéb anyanyelvű és 26 nem beszélő volt.
1890-ben 813 lakosából 786 szlovák, 14 német, 8 magyar és 5 egyéb anyanyelvű volt.
1900-ban 892 lakosából 851 szlovák, 27 német, 11 magyar és 3 egyéb anyanyelvű volt.
1910-ben 1103 lakosából 1063 szlovák, 22 német, 13 magyar és 5 egyéb anyanyelvű volt.
2001-ben 1375 lakosából 1362 szlovák volt.
2011-ben 1408 lakosából 1392 szlovák volt.

## Nevezetességei
- Mihály arkangyal tiszteletére szentelt római katolikus temploma 1932-ben épült.

## Külső hivatkozások
- Községinfó
- Nyitraörmény Szlovákia térképén
- E-obce.sk Archiválva 2007. december 3-i dátummal a Wayback Machine-ben